# محمد أبكر
محمد أبكر (مواليد 1953) هو ملاكم سوداني، مثّل بلاده في الألعاب الأولمبية الصيفية 1972.

## روابط خارجية
محمد أبكر على موقع أوليمبيديا (الإنجليزية)